# Бертхолд IV фон Урах
Бертхолд IV фон Урах (на немски: Berthold IV der Jüngere, Graf von Urach; † пр. 22 октомври 1261) е граф от Урах.

## Произход
Той е син на граф Егино V фон Урах († 1236/1237) и Аделхайд фон Нойфен († 1248), дъщеря на Хайнрих I фон Нойфен († сл. 1246) и Аделхайд фон Виненден († сл. 1211), внучка на граф Бертхолд I фон Вайсенхорн-Нойфен и Аделхайд фон Гамертинген. Внук е на Егино IV фон Урах и Фрайбург († 1230) и наследничката принцеса Агнес фон Церинген († 1239), дъщеря на херцог Бертхолд IV фон Церинген и Хайлвиг от Фробург.

## Фамилия
Бертхолд IV фон Урах се жени пр. 1236 г. за графиня Агата фон Лехсгемюнд-Грайзбах († сл. 1254/22 октомври 1261), дъщеря на Бертхолд I фон Лехсгемюнд-Грайзбах († 1253). Те имат една дъщеря:
- Берта († сл. 22 октомври 1261), монахиня в Зирнау.